# Cúp bóng đá nữ châu Đại Dương
Cúp bóng đá nữ châu Đại Dương (tiếng Anh: OFC Women's Nations Cup hay trước đây là Giải vô địch bóng đá nữ châu Đại Dương (OFC Women's Championship) là giải bóng đá nữ do Liên đoàn bóng đá châu Đại Dương (OFC) tổ chức dành cho các đội tuyển quốc gia tại khu vực này. Giải đóng vai trò là vòng loại Giải vô địch bóng đá nữ thế giới kể từ năm 1991. Đội tuyển thành công nhất là New Zealand với năm chức vô địch. Đương kim vô địch của giải là Papua New Guinea với chức vô địch cúp bóng đá nữ châu Đại Dương 2022.

## Kết quả
| 1983 Chi tiết | Nouvelle-Calédonie | · New Zealand       | 3–2 (s.h.p.)       | · Úc               | · Nouvelle-Calédonie | thi đấu vòng tròn    | · Fiji               |
| 1986 Chi tiết | New Zealand        | · Đài Bắc Trung Hoa | 4–1                | · Úc               | · New Zealand        | 0–0 (s.h.p.) 3–1 (p) | · New Zealand B      |
| 1989 Chi tiết | Úc                 | · Đài Bắc Trung Hoa | 1–0                | · New Zealand      | Úc và Úc B* ·        | Úc và Úc B* ·        | Úc và Úc B* ·        |
| 1991 Chi tiết | Úc                 | · New Zealand       | vòng tròn hai lượt | · Úc               | · Papua New Guinea   |                      |                      |
| 1994 Chi tiết | Papua New Guinea   | · Úc                | vòng tròn hai lượt | · New Zealand      | · Papua New Guinea   |                      |                      |
| 1998 Chi tiết | New Zealand        | · Úc                | 3–1                | · New Zealand      | · Papua New Guinea   | 7–1                  | · Fiji               |
| 2003 Chi tiết | Úc                 | · Úc                | thi đấu vòng tròn  | · New Zealand      | · Papua New Guinea   | thi đấu vòng tròn    | · Samoa              |
| 2007 Chi tiết | Papua New Guinea   | · New Zealand       | thi đấu vòng tròn  | · Papua New Guinea | · Tonga              | thi đấu vòng tròn    | · Quần đảo Solomon   |
| 2010 Chi tiết | New Zealand        | · New Zealand       | 11–0               | · Papua New Guinea | · Quần đảo Cook      | 2–0                  | · Quần đảo Solomon   |
| 2014 Chi tiết | Papua New Guinea   | · New Zealand       | thi đấu vòng tròn  | · Papua New Guinea | · Quần đảo Cook      | thi đấu vòng tròn    | · Tonga              |
| 2018 Chi tiết | Nouvelle-Calédonie | · New Zealand       | 8–0                | · Fiji             | · Papua New Guinea   | 7–1                  | · Nouvelle-Calédonie |
| 2022 Chi tiết | Fiji               | · Papua New Guinea  | 2–1                | · Fiji             | · Quần đảo Solomon   | 1–1 (s.h.p.) (6–5 p) | · Samoa              |
| 2025 Chi tiết | Fiji               |                     |                    |                    |                      |                      |                      |

* Trận tranh giải ba bị hủy vì sân ngập nước

## Thành tích
| Đội                | Vô địch                               | Á quân                     | Thứ ba                          | Thứ tư         | Bán kết  |
| ------------------ | ------------------------------------- | -------------------------- | ------------------------------- | -------------- | -------- |
| New Zealand        | 6 (1983, 1991, 2007, 2010, 2014,2018) | 4 (1989, 1995, 1998, 2003) | 1 (1986)                        | —              | —        |
| Úc                 | 3 (1995, 1998, 2003)                  | 3 (1983, 1986, 1991)       | —                               | —              | 1 (1989) |
| Đài Bắc Trung Hoa  | 2 (1986, 1989)                        | —                          | —                               | —              | —        |
| Papua New Guinea   | 1 (2022)                              | 3 (2007, 2010, 2014)       | 5 (1991, 1995, 1998, 2003,2018) | —              | —        |
| Fiji               | —                                     | 2 (2018, 2022)             | —                               | 2 (1983, 1998) | —        |
| Quần đảo Cook      | —                                     | —                          | 2 (2010, 2014)                  | —              | —        |
| Quần đảo Solomon   | —                                     | —                          | 1 (2022)                        | 2 (2007, 2010) | —        |
| Nouvelle-Calédonie | —                                     | —                          | 1 (1983)                        | 1 (2018)       | —        |
| Tonga              | —                                     | —                          | 1 (2007)                        | 1 (2014)       | —        |
| New Zealand B      | —                                     | —                          | —                               | 1 (1986)       | —        |
| Samoa              | —                                     | —                          | —                               | 2 (2003, 2022) | —        |
| Úc B               | —                                     | —                          | —                               | —              | 1 (1989) |

## Các đội tuyển tham dự
Chú thích
- VĐ – Vô địch
- H2 – Á quân
- H3 – Hạng ba
- VB – Vòng bảng
- — Chủ nhà

| Đội                | 1983 | 1986 | 1989 | 1991 | 1994 | 1998 | 2003 | 2007 | 2010 | 2014 | 2018 | 2022 | Tổng |
| ------------------ | ---- | ---- | ---- | ---- | ---- | ---- | ---- | ---- | ---- | ---- | ---- | ---- | ---- |
| Samoa thuộc Mỹ     | —    | —    | —    | —    | —    | VB   | —    | —    | —    | —    | —    | —    | 1    |
| Úc                 | H2   | H2   | H3   | H2   | VĐ   | VĐ   | VĐ   | —    | —    | —    | —    | —    | 7    |
| Đài Bắc Trung Hoa  | —    | VĐ   | VĐ   | —    | —    | —    | —    | —    | —    | —    | —    | —    | 2    |
| Quần đảo Cook      | —    | —    | —    | —    | —    | —    | H5   | —    | H3   | H3   | VB   | TK   | 5    |
| Fiji               | H4   | —    | —    | —    | —    | H4   | —    | —    | VB   | —    | H2   | H2   | 5    |
| Nouvelle-Calédonie | H3   | —    | —    | —    | —    | —    | —    | —    | —    | —    | H4   | TK   | 3    |
| New Zealand        | VĐ   | H3   | H2   | VĐ   | H2   | H2   | H2   | VĐ   | VĐ   | VĐ   | VĐ   | —    | 11   |
| Papua New Guinea   | —    | —    | H5   | H3   | H3   | H3   | H3   | H2   | H2   | H2   | H3   | VĐ   | 10   |
| Samoa              | —    | —    | —    | —    | —    | VB   | H4   | —    | —    | —    | VB   | H4   | 4    |
| Quần đảo Solomon   | —    | —    | —    | —    | —    | —    | —    | H4   | H4   | —    | —    | H3   | 3    |
| Tahiti             | —    | —    | —    | —    | —    | —    | —    | —    | VB   | —    | VB   | TK   | 2    |
| Tonga              | —    | —    | —    | —    | —    | —    | —    | H3   | VB   | H4   | VB   | TK   | 5    |
| Vanuatu            | —    | —    | —    | —    | —    | —    | —    | —    | VB   | —    | —    | VB   | 2    |

Các đội chưa từng tham dự OFC Nations Cup nữ
 Kiribati,  Niue,  Palau,  Tuvalu

## Lần đầu tham dự
Dưới đây là thống kê giải đầu tiên mà các đội tuyển giành quyền vào chơi một vòng chung kết OFC Championship.
| Năm  | Đội tuyển                              |
| ---- | -------------------------------------- |
| 1983 | Úc Fiji Nouvelle-Calédonie New Zealand |
| 1986 | Không có                               |
| 1989 | Papua New Guinea                       |
| 1991 | Không có                               |
| 1994 | Không có                               |
| 1998 | Samoa thuộc Mỹ Samoa                   |
| 2003 | Quần đảo Cook                          |
| 2007 | Quần đảo Solomon Tonga                 |
| 2010 | Tahiti Vanuatu                         |
| 2014 | Không có                               |
| 2018 | Không có                               |
| 2022 | Không có                               |

## Thống kê tổng thể
(Tính đến mùa giải 2022)
      Đội vô địch OFC Women's Nations Cup
| STT | Đội                | Lần | Trận | Thắng | Hòa | Thua | Bàn thắng | Bàn thua | Hiệu số | Điểm |
| --- | ------------------ | --- | ---- | ----- | --- | ---- | --------- | -------- | ------- | ---- |
| 1   | New Zealand        | 10  | 39   | 30    | 2   | 7    | 246       | 16       | +230    | 92   |
| 2   | Úc                 | 7   | 28   | 19    | 2   | 7    | 159       | 19       | +140    | 59   |
| 3   | Papua New Guinea   | 8   | 27   | 12    | 0   | 15   | 50        | 144      | –94     | 36   |
| 4   | Đài Bắc Trung Hoa  | 2   | 9    | 8     | 0   | 1    | 23        | 5        | +18     | 24   |
| 5   | Quần đảo Cook      | 3   | 12   | 3     | 1   | 8    | 8         | 53       | –45     | 10   |
| 6   | Quần đảo Solomon   | 2   | 8    | 1     | 2   | 5    | 6         | 26       | –20     | 5    |
| 7   | Tonga              | 3   | 9    | 1     | 2   | 6    | 3         | 35       | –32     | 5    |
| 8   | Úc B               | 1   | 4    | 1     | 1   | 2    | 2         | 6        | –4      | 4    |
| 9   | Fiji               | 3   | 10   | 1     | 1   | 8    | 8         | 73       | –65     | 4    |
| 10  | Tahiti             | 1   | 3    | 1     | 0   | 2    | 5         | 9        | –4      | 3    |
| 11  | Nouvelle-Calédonie | 1   | 3    | 1     | 0   | 2    | 2         | 11       | −9      | 3    |
| 12  | Samoa              | 2   | 6    | 1     | 0   | 5    | 3         | 65       | –62     | 3    |
| 13  | New Zealand B      | 1   | 4    | 0     | 1   | 3    | 1         | 5        | −4      | 1    |
| 14  | Vanuatu            | 1   | 3    | 0     | 0   | 3    | 1         | 21       | −20     | 0    |
| 15  | Samoa thuộc Mỹ     | 1   | 2    | 0     | 0   | 2    | 0         | 30       | −30     | 0    |